# Gustav Jahn
Gustav Jahn (Vienna, 17 maggio 1863 – Ödsteinkante, 17 agosto 1919) è stato un alpinista, pittore e grafico austriaco.

## Biografia
Gustav Jahn nacque a Vienna e dal 1895 frequentò la scuola di pittura di Adolf Kaufmann (1848–1916), dopodiché fu ammesso all'Accademia di Belle Arti di Vienna. I suoi insegnanti furono August Eisenmenger(1830–1907) e Alois Delug (1859–1930). Dal 1900 al 1904 frequentò la scuola speciale di  Franz Rumpler (1848–1922). La sua specialità divennero i paesaggi di alta montagna e, secondariamente, i dipinti di genere montano. Le sue opere furono commercializzate anche come stampe, lavagne scolastiche e manifesti, particolare riconoscimento ottenne la serie di manifesti con vedute delle Alpi commissionate dalle Ferrovie dello Stato. Oltre a un gran numero di cartoline con motivi montani (rifugi nelle montagne locali, immagini di genere di sport di montagna), illustrò i cataloghi della casa di sport di montagna di Mizzi Langer-Kauba (1872–1955), conosciuta ben oltre i confini nazionali. Vienna, per molti anni. Ricevuti numerosi premi per il suo lavoro artistico (tra cui il Premio Lampi del 1898, il Premio Gundel del 1899, il premio speciale della Scuola del 1901, il premio Rosenbaum del 1904 oltre a numerosi premi di riconoscimento in importanti mostre.
La sua vera passione è stata l'alpinismo, già in giovane età si è dedicò principalmente all'arrampicata su roccia Le sue zone preferite per l'arrampicata erano la Catena Rax-Schneeberg e Schneeberg, Gesäuse, Dachstein e le Dolomiti. Fu lui il tipo di uomo estremo senza guida alpina che aprì una serie di salite ancora oggi popolari e con la prima salita della parete sud del Große Bischofsmütze nelle montagne del Dachstein (livello di difficoltà IV-V) insieme a Otto Laubheimer (che più tardi cadde mortalmente sull'Hochtor davanti agli occhi di Jahn) (1882–1903) e con soli tre ganci raggiunse la sua impresa più importante. Nel 1906 tracciò con Franz Zimmer la via Jahn-Zimmer sulla parete nord dell'Hochtor. Dal 1901 fu membro del prestigioso Österreichischer Alpenklub (Ö.AK).
Jahn non era solo uno scalatore, ma anche uno sciatore (28 premi in gare), saltatore con gli sci  e sci alpinista. I suoi meriti alpini lo portarono ad essere assegnato come ufficiale istruttore  presso la scuola di alta montagna dell'esercito nelle Dolomiti durante la prima guerra mondiale.
La causa della sua caduta mortale sull'Ödsteinkante, nella quale morì anche il suo compagno Michael Kofler, non è ancora chiara. La caduta avvenne nel punto chiave del percorso, la traversata di Preuss liberamente accessibile (difficoltà IV-V). Jahn fu sepolto nel cimitero degli alpinisti a Johnsbach, in Stiria.

## Prime salite
- Catena Rax-Schneeberg (1901): Malersteig
- Alpi Ennstal (1900–1908): parete ovest del Großer Buchstein; Muro delle Donne di Admont; Grande gola della parete est di Buchstein; parete nord dell'Hochtor;
- Dachstein (1901–1903): cresta sud-est dell'alto Großwandeck; Cresta est del Großer Mannlkogel; Cresta occidentale di Armkarwand; Schwingerzipf (prima salita); Grande Cappello Vescovile parete sud; parete est con testata alta; cresta est del Mitterspitz
- Alpi Giulie: 1906 parete nord del Triglav; 1908 Muro est del Prisojnik
- Alpi Carniche : 1902 cresta ovest del Kellerwandspitze
- Dolomiti (1917/18): Piccola Fermeda, parete sud; parete ovest della Torre di Vilnöss; Sass de Mesdi parete sud e parete ovest; cresta sud est della punta del Sassolungo; superamento della punta di cinque dita; Parete sud della Torre Wessely; parete nord della Grohmannspitze; parete nord est dell'Innerkofeleck; Torre Innerkofler parete SE; Parete NE del Sassolungo; 3. Torre Sella (parete ovest); Brenta: cresta sud est della Cima Tosa
- Alpi dell'Adamello e della Presanella (1908): parete nord della Presanella
- Gruppo Ortles (1908): Ortler Rothböckgrat